# Karithaios-Maler
Der Karithaios-Maler war ein attisch-schwarzfiguriger Vasenmaler, tätig um 530–510 v. Chr. in Athen.
Ihm werden drei Hydrien zugewiesen:
- Boston (MA), Museum of Fine Arts 01.8060
- Reading (Berks County, Pennsylvania), Public Museum 32.769.1 (ehemals Rom, Depoletti; ehemals New York, Sammlung Charles W. Gould)
- Toledo, Museum of Art 1950.261

Auf der Hydria heute in Reading ist eine Töpferinschrift als „Karithaios epoiesen“ gelesen worden, wonach der Maler nach dem Töpfer Karithaios seinen Namen erhielt. Dieser ist nicht identisch mit dem Töpfer Charitaios, die Malerei ist später als die auf den von diesem signierten Vasen.